# هنري هيو آرمستيد
هنري هيو آرمستيد (18 يونيو 1828 – 4 ديسمبر 1905) كان نحاتًا ورسامًا إنجليزيًا، تأثر بحركة ما قبل الرفائيلية.

## السيرة الذاتية
وُلد آرمستيد في بلومزبري وسط لندن، وهو ابن جون آرمستيد، الذي كان نقاشًا وزخرفيًا هيرالديًا. تلقى تدريبه الأول على يد والده، ثم في مدرسة التصميم الحكومية في “سومرست هاوس” وبعدها في مدارس فنية خاصة. كما درس تحت إشراف إدوارد هودجز بيلي.
في سن الثامنة عشرة، بدأ آرمستيد العمل لدى شركة صناعة الفضة “هانت وروسكيل”. من بين الأعمال التي أنجزها هناك كانت “شهادة كين”، وهي مجموعة مكونة من تسع قطع فضية قُدمت للممثل تشارلز كين، و”درع أوترام” (1862)، الذي صُنع لتقديمه للجنرال السير جيمس أوترام. كان يصنع النماذج الطينية للأعمال ويزخرف الفضة المصبوبة.
في أواخر خمسينيات القرن التاسع عشر، تم تكليفه بصنع تمثال من حجر كاين للفيلسوف أرسطو لصالح متحف أكسفورد للتاريخ الطبيعي. بعد ذلك، ركّز بشكل متزايد على النحت بدلاً من الأعمال المعدنية. صمم سلسلة من النقوش البارزة لواجهة قاعة “إيتينغتون” كجزء من إعادة تصميمها بين عامي 1858 و1862؛ ونُفذت النقوش بواسطة إدوارد كلارك. ساعدته تكليفات العمل في قصر وستمنستر ونصب “ألبرت التذكاري” في بناء سمعته. نفذ لاحقًا عددًا كبيرًا من التماثيل العامة، الأعمال الجنائزية، ومشاريع معمارية أخرى.
في قصر وستمنستر، قام آرمستيد بنحت 18 لوحة من خشب البلوط في غرفة ارتداء الملكة، تصور أسطورة الملك آرثر، تحت سلسلة من الجداريات التي رسمها ويليام دايس.
عمل آرمستيد عن كثب مع جورج جيلبرت سكوت على نصب ألبرت التذكاري منذ المراحل الأولى لتصميمه، حيث صنع نماذج صغيرة للمجموعات النحتية المقترحة لنموذج سكوت المعماري. عند تنفيذ النحت على النصب الفعلي، اختير آرمستيد لإنجاز نصف “إفريز بارناسوس”، وهو تصوير لـ169 شخصية ثقافية بارزة منحوتة من رخام “كانبانلا” الصلب. نحت آرمستيد الشعراء والموسيقيين والفنانين على الجانب الجنوبي من النصب، والرسامين على الجانب الشرقي. نفذ النصف الآخر جون بيرني فيليب. أولى آرمستيد اهتمامًا كبيرًا للتفاصيل، حيث استشار أصدقاء شخصيات مثل غوته، بيتهوفن، ومندلسون، وعمل من قناع الموت الخاص بكارل ماريا فون فيبر.
تم نحت التماثيل في الموقع، من الكتل المثبتة بالفعل على قاعدة النصب، بدلاً من نحتها في الاستوديو. اكتملت النقوش، وأُزيلت الأكواخ المؤقتة للنحاتين، في عام 1872 كما صنع آرمستيد بعض التماثيل البرونزية التي ترمز إلى العلوم في المستويات العليا من النصب؛ أما البقية فكانت من تنفيذ فيليب.
مع جون بيرني فيليب، عمل آرمستيد على الزخارف النحتية الخارجية لمكتب المستعمرات في “وايتهول”، الذي صممه سكوت. كما نحت النافورة الكبيرة في كلية كينجز، كامبريدج (1874–1879)، التي تضمنت تمثالًا لمؤسسها الملك هنري الرابع، والعديد من التماثيل الجنائزية، مثل تمثال الأسقف ويلبرفورس في وينشستر، وتمثال اللورد جون ثين في دير وستمنستر.
انتُخب آرمستيد كعضو مشارك في الأكاديمية الملكية عام 1875، وأصبح عضوًا كاملًا في عام 1880.
في عام 1884، اختير لنحت نصب تذكاري لرئيس أساقفة كانتربري الراحل أرشيبالد كامبل تيت في الجناح الجنوبي لدير وستمنستر.
كان آرمستيد يقيم في 44 شارع سانت بول، كامدن، في عام 1865. عاش في 57 ميدان كامدن من عام 1871 إلى 1883. توفي في منزله الواقع في 52 سيركوس رود، سانت جونز وود، شمال لندن، في 4 ديسمبر 1905، ودُفن في قبر عائلي في الجانب الغربي من مقبرة هايغيت. بالقرب من قبره في القسم الغربي من المقبرة يوجد أحد أعماله، في ضريح يوليوس بير؛ وهو تمثال لآدا بير، ابنة يوليوس الصغيرة، في ذراعي ملاك.

## معرض

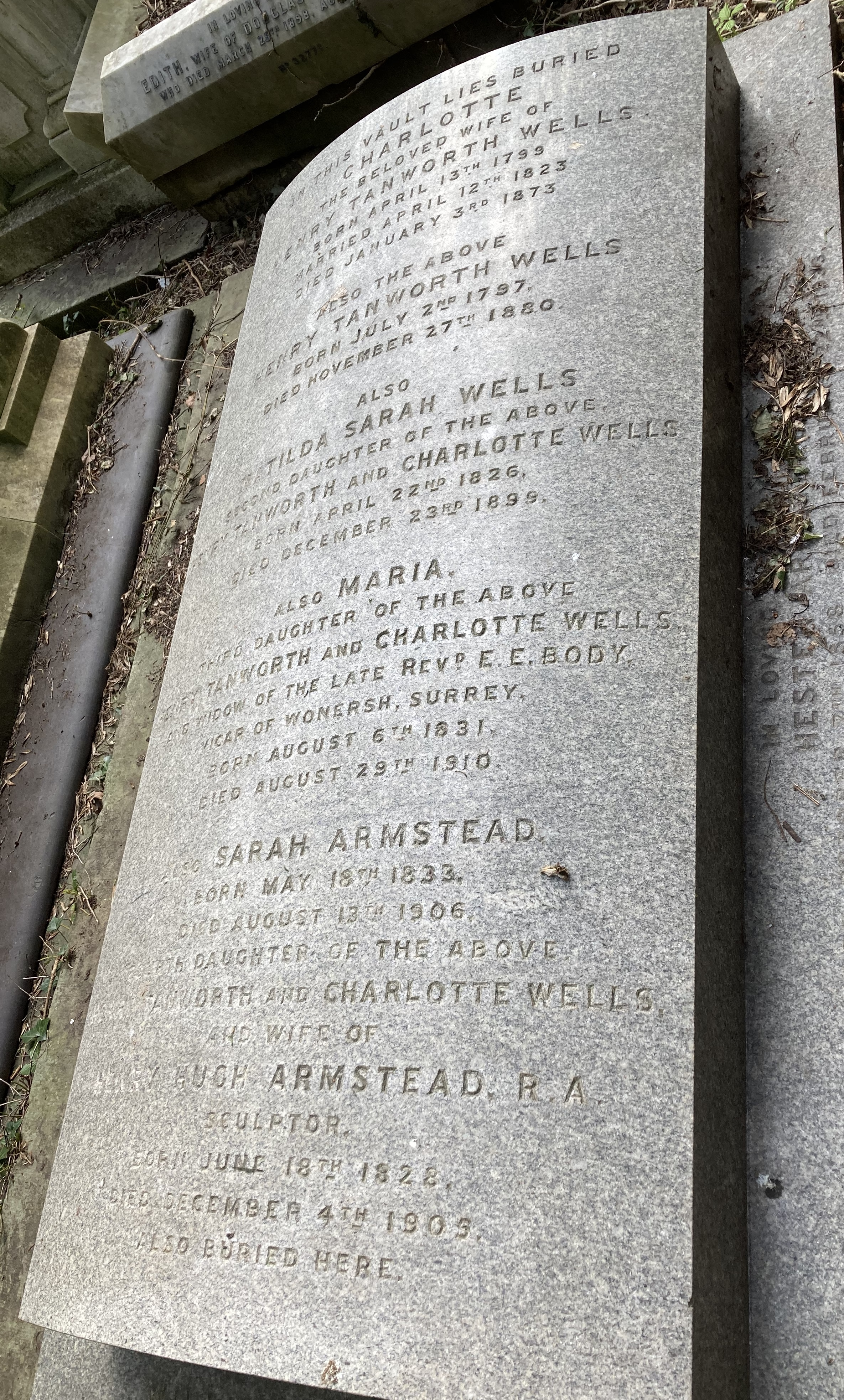
قبر عائلة هنري هيو أرمستيد في مقبرة هايغيت

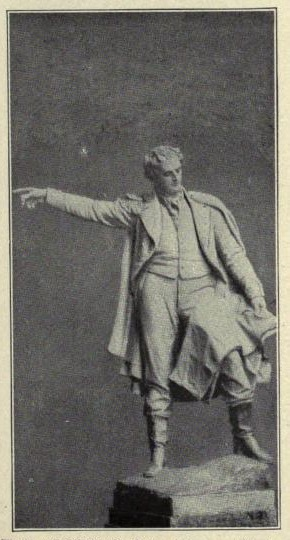
تمثال الملازم واغهورن

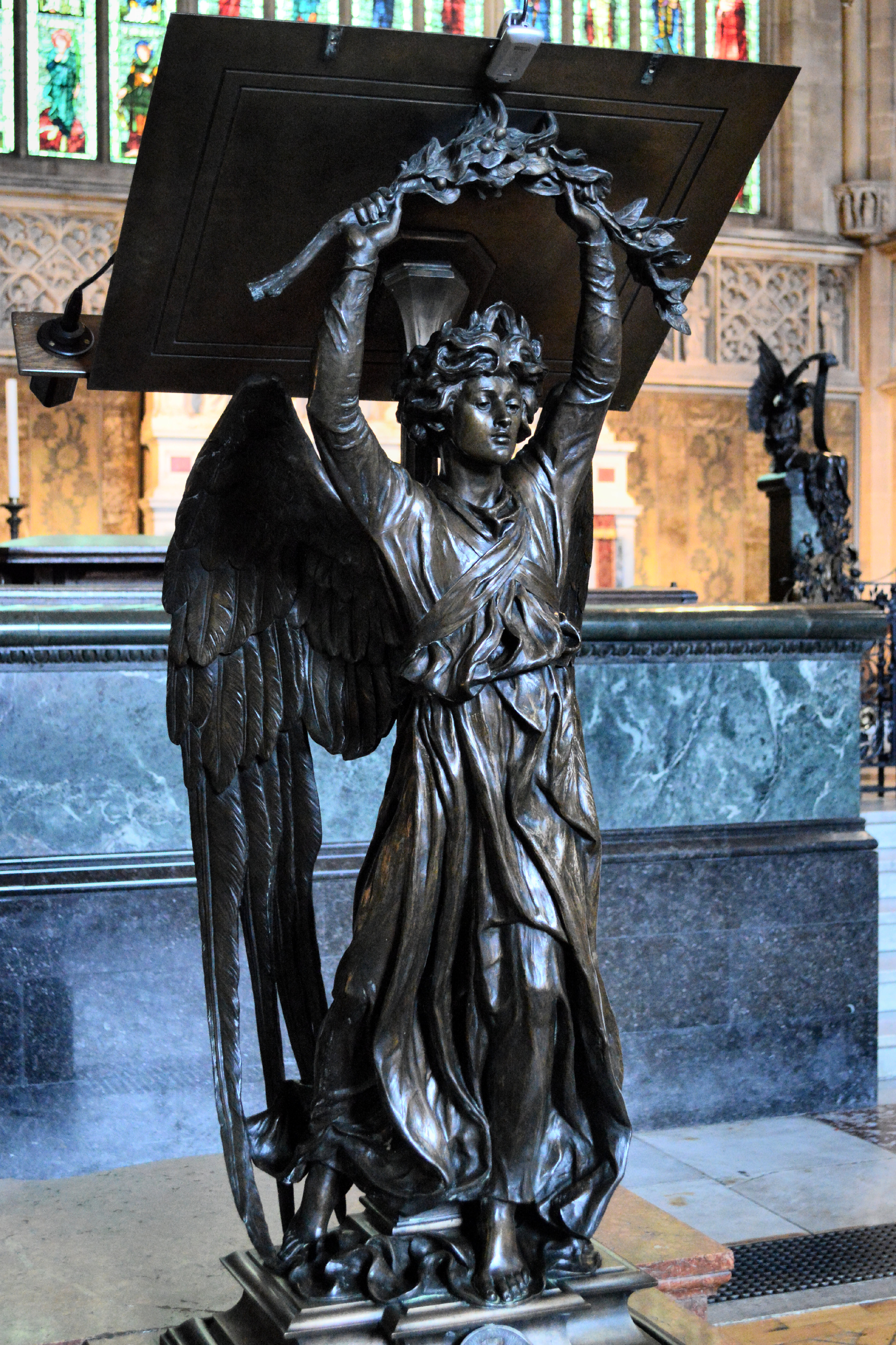
الثالوث المقدس، شارع سلون، المنبر البرونزي

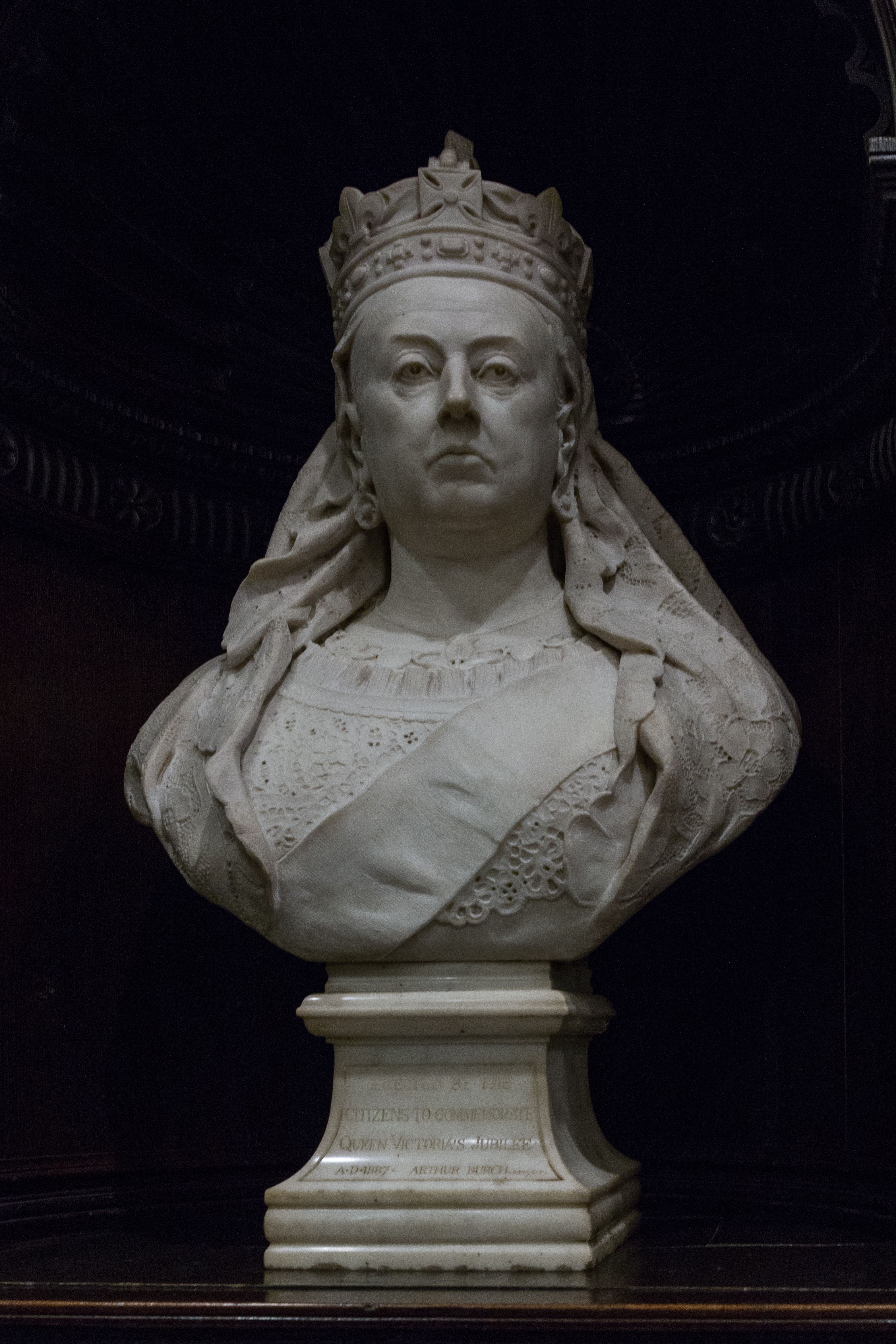
داخل إكستر غيلدهول: تمثال نصفي للملكة فيكتوريا

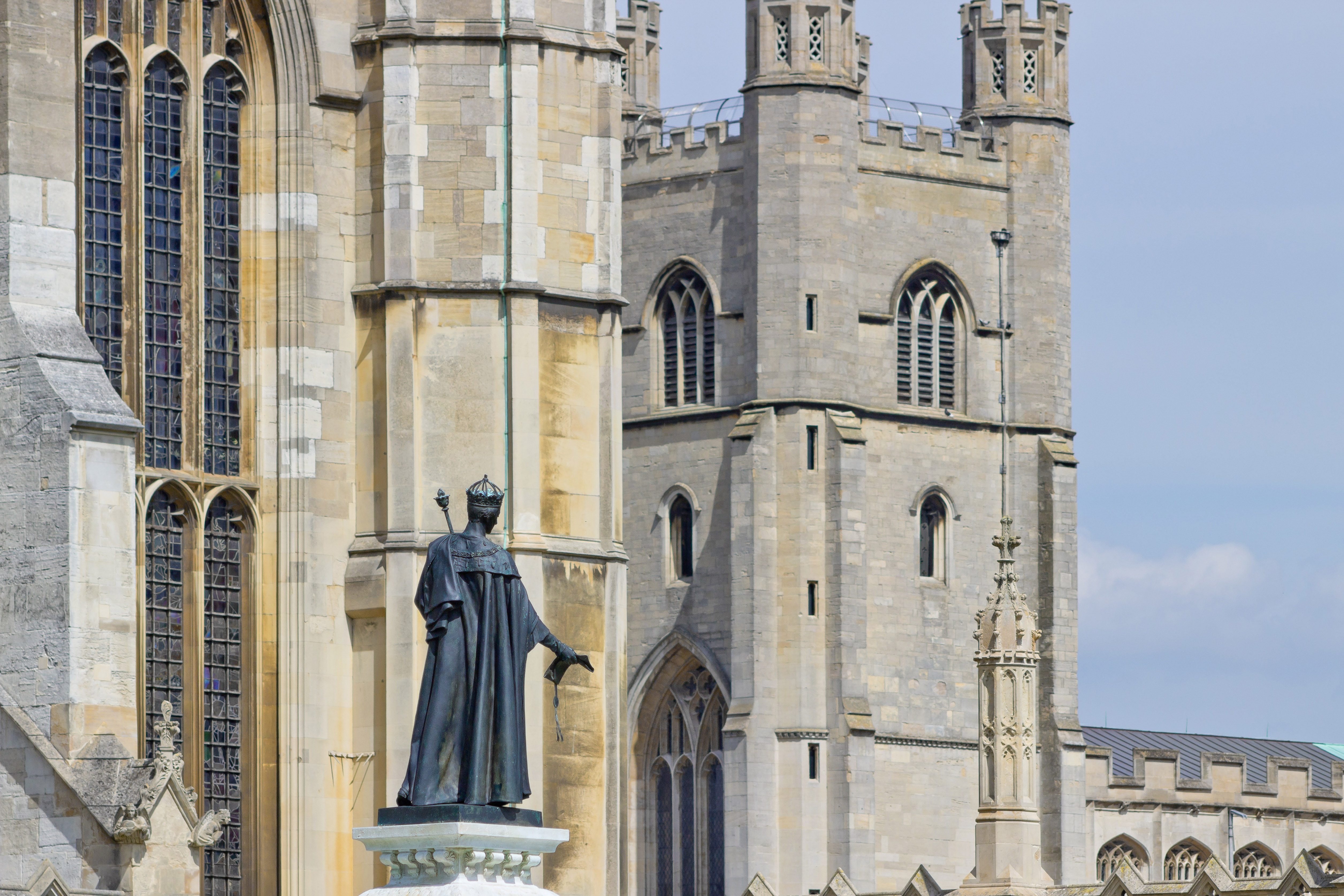
نافورة أرمستيد عام 1879 في المحكمة الأمامية لكلية كينغز، كامبريدج

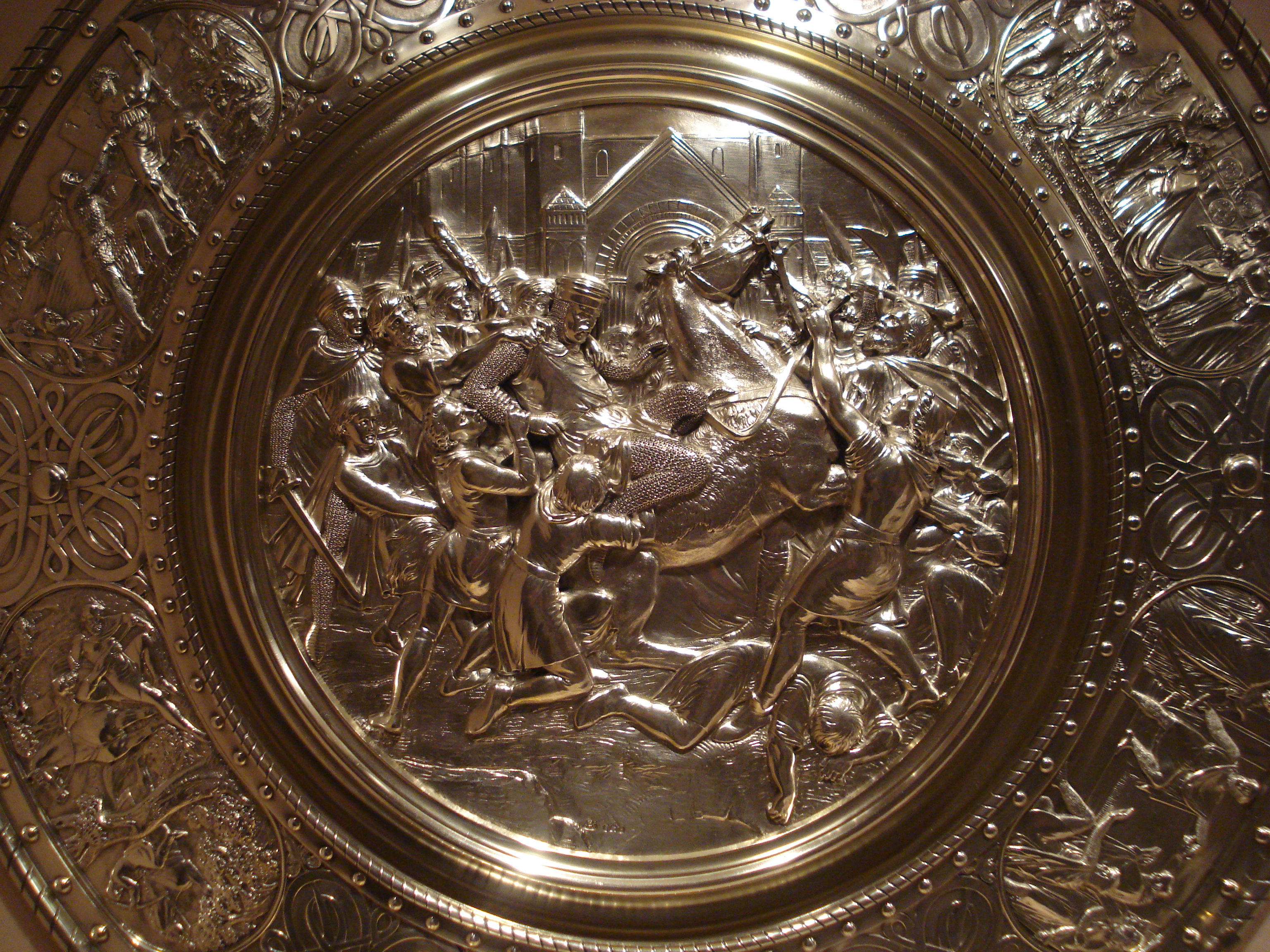
كأس ستوكبريدج، الذي صممه أرمستيد كجائزة لسباق الخيل في نوتنغهام

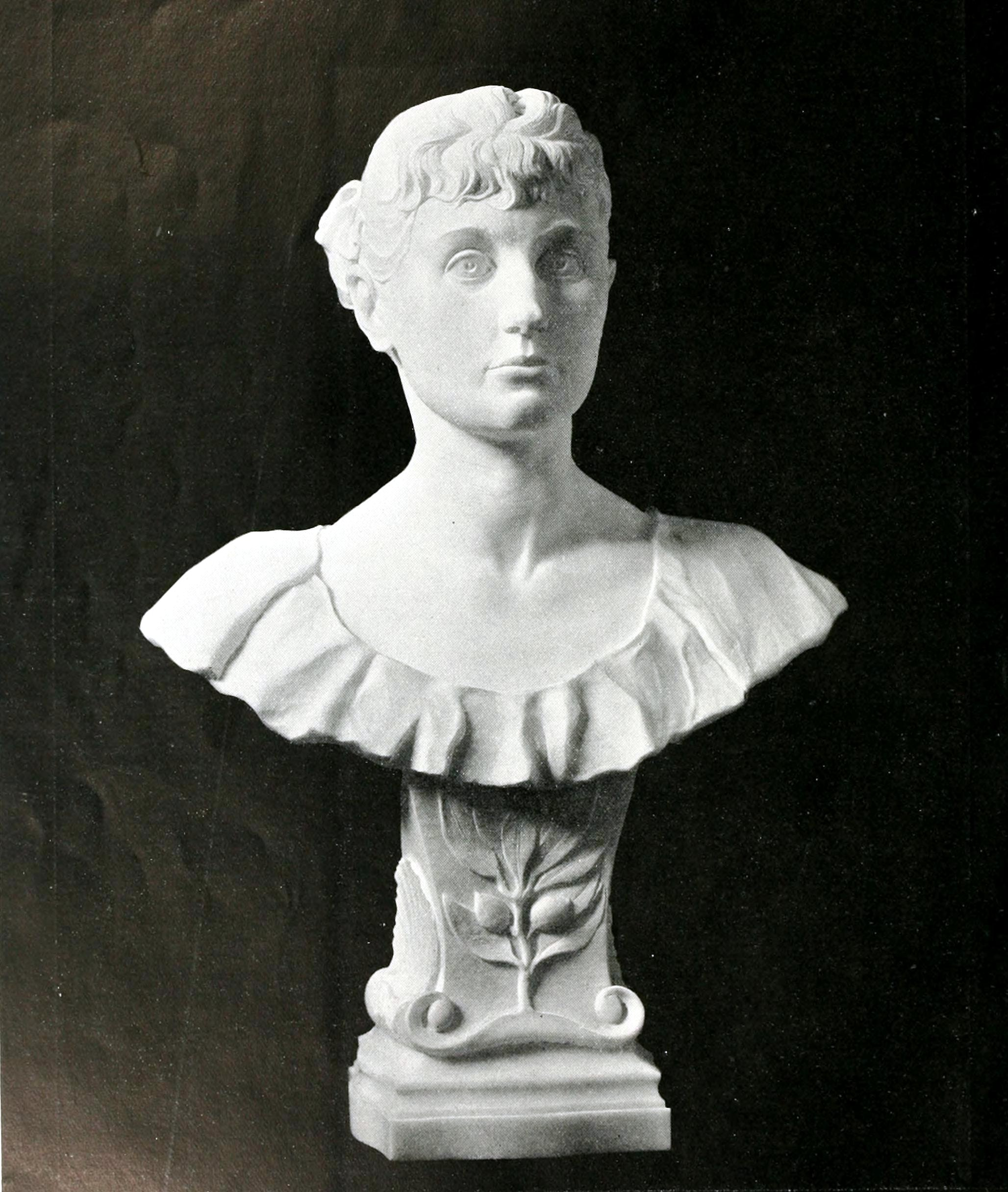
تمثال نصفي للسيدة هيو ويلز